# 36Y busz (Debrecen)
A debreceni 36Y jelzésű autóbusz az Alsójózsai utca és a Doberdó utca között közlekedik munkanapokon, a reggeli csúcsidőben. A viszonylatot a Debreceni Közlekedési Zrt. üzemelteti.

## Története
1991. augusztus 31-től hétvégén Alsójózsára csak a Doberdó utcáig járó újonnan bevezetett 36A járattal lehetett eljutni. A 2000-es évektől már reggeli csúcsidőben is közlekedik. 2009. július 1-től csak a reggeli csúcsidőben közlekedik. 2010-ben a 36A jelzés a Segner térig közlekedő betétjáraté lett, így ez a járat a 36Y jelzést kapta.

## Útvonala
| Doberdó utca felé | Alsójózsai utca felé |
| --- | --- |
| Alsójózsai utca vá. – Alsójózsai utca – Nagyszentgyörgy utca – Tokaji utca – Bocskai István út – Szentgyörgyfalvi út – – Böszörményi út – Doberdó utca – Doberdó utca vá. | Doberdó utca vá. – Doberdó utca – Böszörményi út – – Szentgyörgyfalvi út – Bocskai István út – Tokaji utca – Templom utca – Alsójózsai utca – Alsójózsai utca vá. |

## Megállóhelyei
Az átszállási kapcsolatok között az Árpád Vezér Általános Iskoláig azonos útvonalon közlekedő 36-os busz nincs feltüntetve.
| 0  | Alsójózsai utca végállomás          | 15 | 36E                                                                       |
| 0  | Nagyszentgyörgy utca                | ∫  | 36E                                                                       |
| ∫  | Templom utca                        | 14 |                                                                           |
| 2  | Józsakert utca                      | 13 | 36E                                                                       |
| 3  | Csonkatorony utca                   | 12 | 36E Józsa                                                                 |
| 6  | Rózsás Csárda                       | 10 | 34, 35, 35E, 35Y, 36E Helyközi buszok                                     |
| 7  | 35-ös út                            | 8  | 34, 35, 35Y                                                               |
| 8  | Harstein kertek                     | 7  | 34, 35, 35Y                                                               |
| 9  | Agrárgazdaság                       | 6  | 34, 35, 35Y Helyközi buszok                                               |
| 11 | Hangyás utca                        | 4  | 34, 35, 35Y                                                               |
| 12 | Úrrétje utca (↓) Lóverseny utca (↑) | 3  | 34, 35, 35Y                                                               |
| 13 | Branyiszkó utca                     | 2  | 34, 35, 35Y                                                               |
| 15 | Árpád Vezér Általános Iskola        | ∫  | 2 10, 10Y, 11, 15, 15Y, 22, 24, 34, 35, 35E, 35Y, 36E, 50 Helyközi buszok |
| 15 | Doberdó utca végállomás             | 0  | 2 10, 10A, 10Y, 11, 15, 15Y, 22, 23, 23Y, 24, 50, 51E                     |